# Epidendrum tenue
Epidendrum tenue är en orkidéart som beskrevs av John Lindley. Epidendrum tenue ingår i släktet Epidendrum och familjen orkidéer. Inga underarter finns listade i Catalogue of Life.